# Lepechinia
Lepechinia es un género con 68 especies de plantas fanerógamaa perteneciente a la familia Lamiaceae. Es originario del sudoeste de Estados Unidos hasta Suramérica.

## Especies seleccionadas
| - Lepechinia alpina - Lepechinia annae - Lepechinia anomala - Lepechinia aurifera - Lepechinia bella - Lepechinia betonicaefolia - Lepechinia betonicifolia - Lepechinia bullata - Lepechinia calvcina - Lepechinia calycina | - Lepechinia caulescens - Lepechinia chamaedryoides (Balb.) Epling - algue-laguen de Chile, romero de Chile. - Lepechinia fragrans - Lepechinia ganderi - Lepechinia meyenii - Lepechinia mutica - Lepechinia paniculata - Lepechinia rufocampii - Lepechinia salviae (Lindl.) Epling - salvia de Chile |

## Taxonomía
El género Lepechinia fue descrito en 1804 por Carl Ludwig Willdenow en Hortus Regius Botanicus Berolinensis 1: 20.

### Etimología
Lepechinia: nombre genérico dado en honor del naturalista, explorador y lexicógrafo ruso Iván Lepiojin (o Lepechin).

### Sinonimia
- Alguelaguen Feuillée ex Adans., Fam. Pl. 2: 505 (1763).
- Phytoxis Molina, Sag. Stor. Nat. Chili, ed. 2: 145 (1810).
- Ulricia Jacq. ex Steud., Nomencl. Bot. 1: 862 (1821).
- Sphacele Benth., Edwards's Bot. Reg. 15: t. 1289 (1829).
- Astemon Regel, Index Seminum (LE) 1860: 38 (1860).
- Alguelagum Kuntze, Revis. Gen. Pl. 2: 511 (1891).
- Mahya Cordem., Fl. Réunion: 490 (1895).[4]